# Adhemarius globifer
Adhemarius globifer är en fjärilsart som beskrevs av Dyar 1912. Adhemarius globifer ingår i släktet Adhemarius och familjen svärmare. Inga underarter finns listade i Catalogue of Life.